# Río Tiwanaku
Der Río Tiwanaku ist ein endorheischer Fluss zum Titicacasee im südamerikanischen Anden-Hochland von Bolivien.
Der Río Tiwanaku hat eine Gesamtlänge von 77 km. Flüsse in Bolivien tragen in ihrem Verlauf häufig keinen durchgehenden Namen, und dies gilt auch für den Río Tiwanaku.

## Río Khara Willkhi
Der Fluss trägt auf den ersten sechzehn Kilometern des Oberlaufs den Namen "Río Khara Willkhi". Er entspringt im Municipio Laja in der Provinz Los Andes an der Ruta 43 in einer Höhe von 4045 m. Er folgt auf den ersten sechs Kilometern der Fernstraße, die von der Grenze zu Peru über Santiago de Machaca nach Viacha führt, in nordöstlicher Richtung, und biegt dann nach Nordwesten um.

## Río Guaquira
Der Mittellauf des Flusses trägt für etwa 35 Kilometer den Namen "Río Guaquira" und fließt weiterhin in nordwestlicher Richtung. 42 Kilometer vor seiner Mündung kreuzt er bei der Ortschaft Curva Pucará die Fernstraße Ruta 1, die von El Alto zur Grenzstadt Desaguadero führt. Der Fluss wechselt hier vom Municipio Laja in das Municipio Pucarani.

## Río Tiwanaku
Erst auf den letzten 27 Kilometern ab der Ortschaft Tiawanacu trägt der Fluss den Namen "Río Tiwanaku". Er fließt auch hier weitgehend in nordwestlicher Richtung und mündet nach insgesamt 77 Kilometern im Golf von Taraco in den Titicaca-See.